# 小裸胸鱔
小裸胸鱔（学名：Gymnothorax minor），又稱小裸胸鯙、錢鰻、薯鰻、虎鰻，為輻鰭魚綱鰻鱺目鯙亞目鯙科的其中一種，分布於西太平洋區，從日本本州南部至台灣及澳洲新南威爾斯至西澳大利亞海域，棲息深度67-175公尺，體長可達54.5公分，為底棲性魚類，屬肉食性，生活習性不明。
其种加词“minor”意为“较小的”。